# Slut-shaming

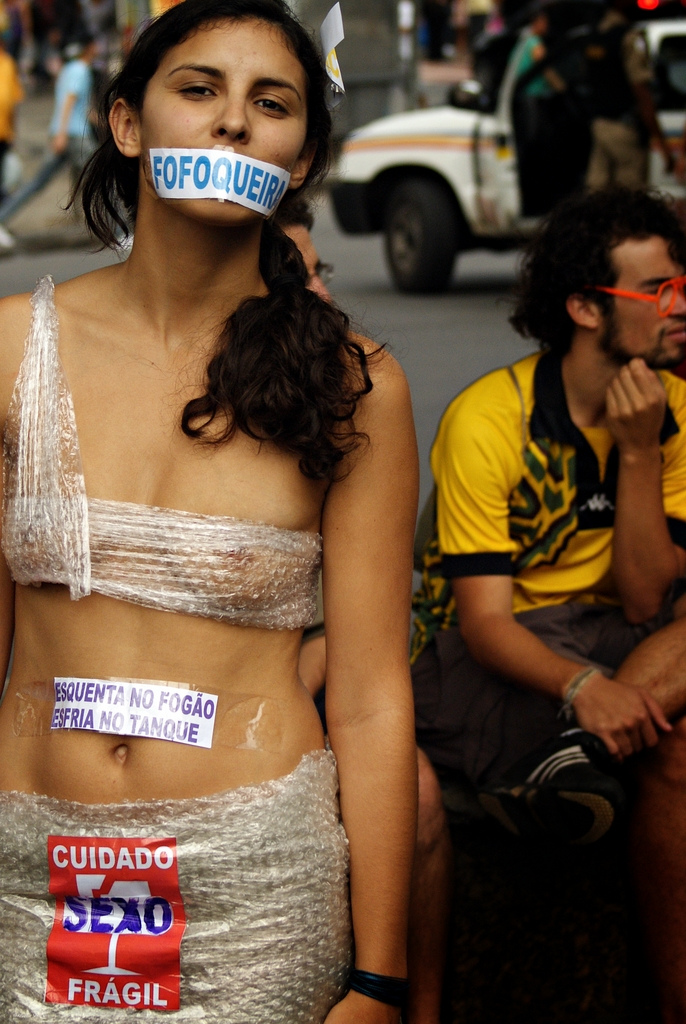
Participant de la Marcha das vadias, a Brasil, el 2013. L'acte és part del moviment reivindicatiu Slutwalk

Slut-shaming, o tatxar/qualificar/tractar de prostituta, és la pràctica discriminant de criticar persones, especialment dones i noies, que són percebudes com a transgressores de les expectatives de comportament i aspecte pel que fa a temes lligats a la sexualitat. El terme reclama la paraula puta (slut en anglès) amb la intenció d'empoderar les dones i noies perquè tinguin control sobre la seva pròpia sexualitat. També pot ser utilitzat contra homes gais, per la desaprovació cap als comportaments sexuals considerats promiscus. Rarament s'aplica a homes heterosexuals.
Són exemples de conductes castigades o criticades d'aquesta manera la transgressió de les normes de vestimenta de manera que aquesta es percebi com a sexualment provocativa; l'ús de mitjans contraceptius, el sexe fora del matrimoni, el sexe ocasional o la promiscuïtat; practicar la prostitució, o bé quan s'és víctima de violació o d'alguna altra agressió sexual.

## Definicions i característiques
El titllar de prostituta implica criticar a les dones per la seva transgressió en l'acceptació dels codis de conducta sexual, amonestant-les pel seu comportament, actitud o desitjos, que són més sexuals del que la societat considera acceptable. L'autora Jessalynn Keller explica que "La fraseslut-shaming' va esdevenir popular durant les marxes SlutWalk i funciona de manera semblant a la 'War on Women', produint connexions afectives mentre, a més, reclama el terme 'puta' com a recurs d'empoderament per a noies i dones."
L'slut-shaming és utilitzat tant per homes com per dones i constitueix una via de sublimació de la gelosia sexual "en una forma socialment acceptable de crítica de l'expressió sexual de dones i noies" El terme també es fa servir per a descriure la culpabilització de la víctima de violació o d'altres agressions sexuals. D'aquesta manera s'atribueix la causa del crim (ja sigui de manera parcial o total) a la dona, per vestir o comportar-se de manera sexualment provocativa abans de rebutjar el sexe consentit mentre que s'absol al perpetrador de atac. Les dones amb una gran sexualitat pateixen el risc, doncs, d'un fort aïllament social.
L'acció de slut-shaming pot ser considerada com una forma de càstig social i és un tipus de sexisme. El moviment social pertany a la categoria del feminisme. Aquesta controvèrsia a causa dels rols de gènere té un paper important en el moviment social. Es tracta d'un tema que ajuda a entendre els aspectes socials associats al tractament desigual. Això es deu al fet que normalment es fa servir contra dones i noies, ja que està fortament associat a la culpabilització de la víctima, mentre que normalment no s'aplica als nois i als homes.
Investigadors de la Universitat de Cornell han trobat que un sentiment semblant a l'slut-shaming apareix també en situacions d'amistat no sexual entre membres del mateix sexe. Els investigadors feren llegir una vinyeta que descrivia una dona imaginària, "Joan", a un grup de dones universitàries, que després havien de valorar els seus sentiments sobre la seva personalitat. A un grup de dones es presentà a Joan com algú que tenia 2 companys sexuals al mateix temps, per a l'altre grup tenia 20 companys. L'estudi va concloure que les dones (fins i tot aquelles que es consideraven promiscues), valoraren que la Joan de 20 companys era "menys competent, emocionalment estable, amigable i dominant que la Joan que només en tenia dos".

## Societat i cultura

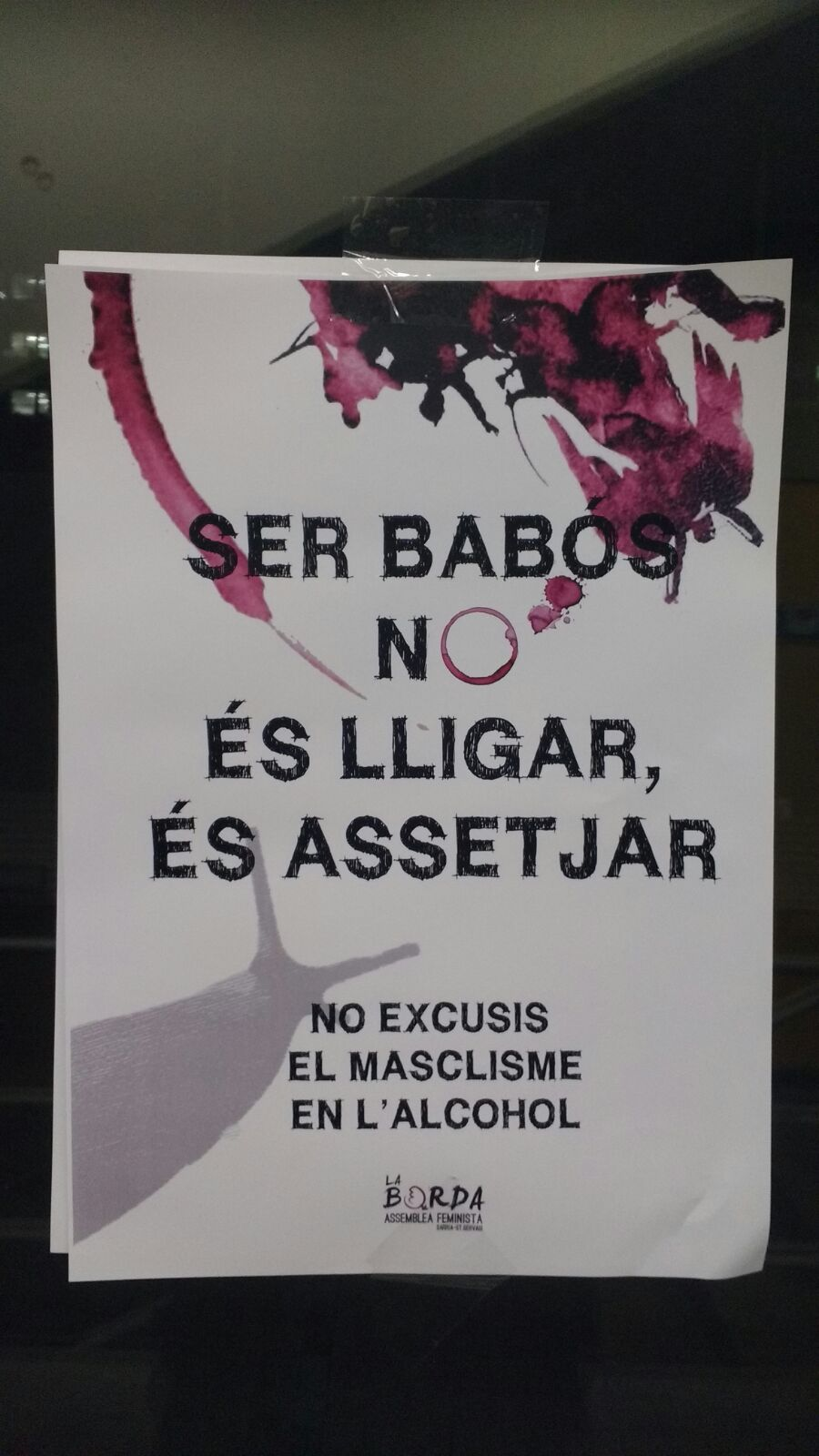
Cartell de La Borda (col·lectiu feminista del districte de Sarrià-Sant Gervasi de Barcelona) contra l'assetjament sexual durant les festes de 2015.

### Història
No hi ha cap data documentada pel que fa a aquest fenomen. Per altra banda, tot i que l'acte de titllar de prostituta ha existit des de fa segles, la discussió sobre el tema s'ha produït a partir de les relacions socials i culturals i dels progressius canvis del que es considera un comportament acceptable i normatiu i els seus límits. La Segona onada del feminisme va contribuir significativament a la definició i identificació de l'slut-shaming. Abans de la Revolució Industrial i la segona Guerra Mundial, les funcions de gènere dels homes eren les quals garantien del suport de la família. Els homes constituirien una majoria de la força de treball, mentre que la socialització de les dones s'enfocava cap al culte a les tasques domèstiques i familiars. Emily Poole argumenta que la revolució sexual dels anys 60 i 70 incrementà l'ús tant de mètodes contraceptius com del sexe fora del matrimoni.

### Societat moderna
L'slut-shaming és freqüent en les plataformes de les xarxes socials, incloent les més usades: YouTube, Instagram, Twitter i Facebook. En diverses ocasions s'ha donat discussions i polèmiques entre usuaris de Facebook que han resultat en condemnes per amenaça, assetjament i altres actes delictius.
El Centre d'Investigació Pew ha informat que els objectius més comuns d'assetjament a la Internet són sovint dones joves. Segons expliquen, el 50% de les joves enquestades han rebut insults o han estat avergonyides en línia. En particular, les que es trobaven entre els 18 i els 24 anys havien experimentat diferents nivells d'assetjament greu en quantitats increïblement elevades. Les dones que havien estat perseguides en línia fou del 26%, mentre que els objectius d'assetjament sexual foren el 25%.
En el Fòrum Internacional d'Estudis de les Dones, la investigadora Jessica Megarry argumenta l'assetjament que transmetia l'estudi de casos del hashtag #mencallmethings era una forma d'agressió sexual en línia, concretament a través de Twitter. Amb aquest hashtag les dones piulaven, de manera col·lectiva, exemples d'assetjament que havien patit per part dels homes. Aquesta classe d'assetjament incloïa qualsevol tipus d'insults relacionats amb l'aparença, injúries i fins i tot amb la violació o bé amenaces de mort.
Un exemple d'un personatge literari descrit com a objectiu d'slut shaming és Lily Bart, a la novel·la d'Edith Warton House of Mirth.

#### Mitjans de comunicació
La marxa SlutWalk té els seus orígens a Toronto, com a resposta a un incident que es donà quan un agent de policia d'aquesta ciutat digué a un grup d'estudiants que evitarien les agressions sexuals si no vestissin com a "putes". La marxa anual d'Amber Rose a Los Angeles en 2016 comptà amb centenars de participants. Un esdeveniment similar va ocórrer a Washington DC en 2014.
El moviment ha fet seu l'insult de "puta", amb la intenció de modificar el seu significat. Ringrose defineix l'Stutwalk com un "moviment col·lectiu" en el qual el focus es trasllada al perpetrador en lloc de mantenir-se en la víctima. Aquest acte de redefinició del significat ve de la feina de l'acadèmica feminista Judith Butler. En el seu treball de 1997 explica que les etiquetes no només anomenen i marginen individus, encabint-los en categories particulars, sinó que el llenguatge ofereix també una oportunitat de resistència.

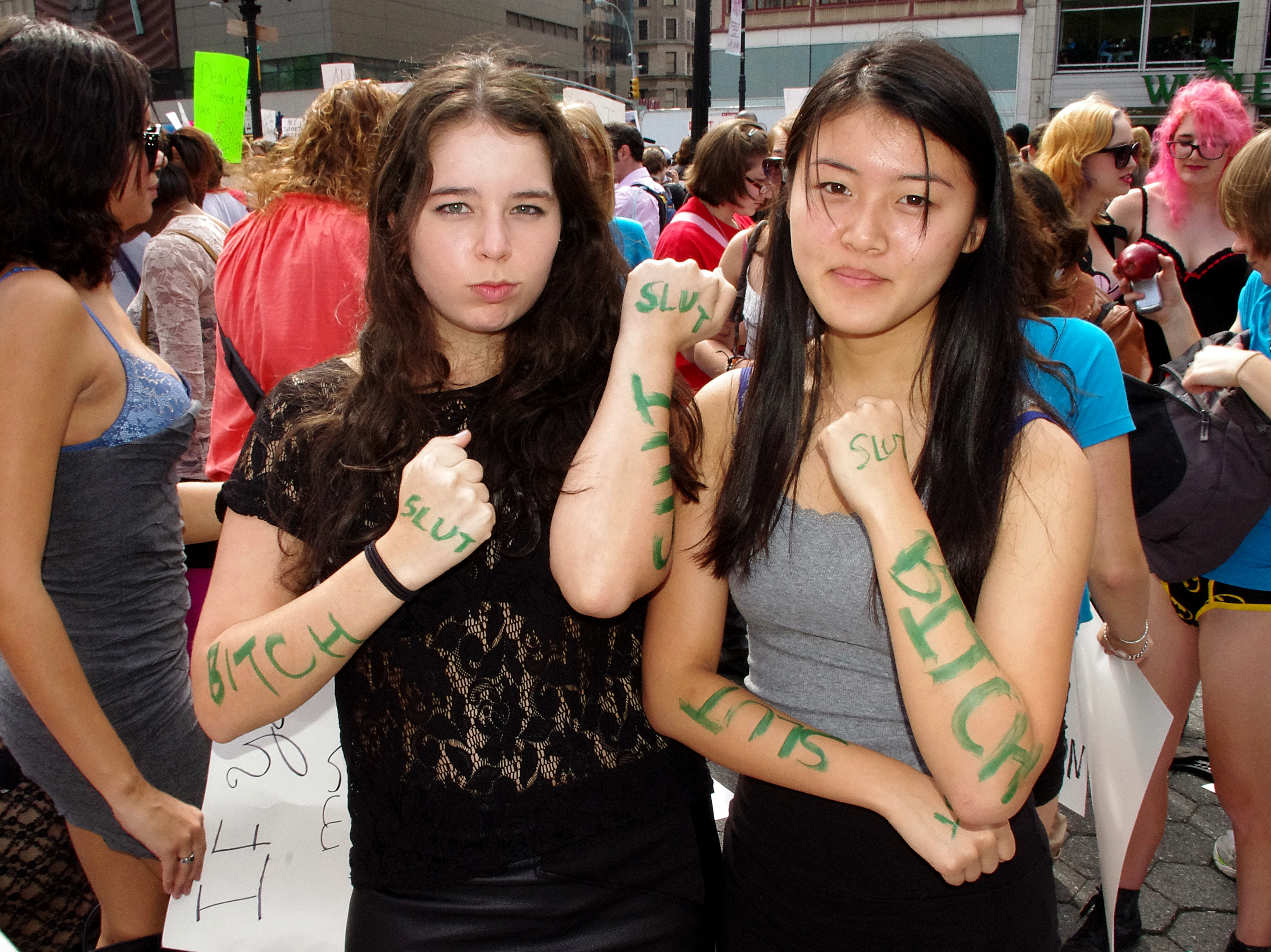
Dues dones que protesten contra la culpabilització de les víctimes i l'slut-shaming a la SlutWalk de Nova York l'octubre 2011

Krystal Ball descriu els comentaris de Rush Limbaugh durant la Controvèrsia Rush Limbaugh–Sandra Fluke de la següent manera: "Si ets una dona que es planteja els seus drets, ets una puta i els teus pares s'avergonyiran de tu i tots hauríem de tenir dret a veure els teus vídeos sexuals en línia. Aquest tipus de comportament menyspreable forma part de l'estantissa tradició de l'slut-shaming. Quan les dones fam una passa fora de la línia [sic], són degradades en silenci. Si dius que Herman Cain t'ha assetjat sexualment, ets una puta. Si el magistrat del Tribunal Suprem Clarence Thomas t'ha assetjat, ets una puta.
L'Slut-shaming ja estat utilitzat com una forma d'assetjament en mitjans de comunicació socials, amb algunes persones utilitzant pornografia de revenja per a difondre fotos íntimes sense consentiment. L'any 2012, una adolescent de Califòrnia, Audrie Pott, patí una agressió sexual per part de tres nois en una festa. Se suïcidà vuit dies després que les fotos dels fets fossin distribuïdes a través dels seus companys.
James Miller, editor en cap de l'institut Ludwig von Mises de Canadà escrigué un controvertit article defensant l'slut-shaming. L'article fou retirat, però continuà essent criticat per algunes liberals com Gina Luttrell de Thougts on Liberty, un blog llibertari dirigit al públic femení.
Les comediants Krystyna Hutchinson i Corinne Fischer de Sorry About Last Night tenen un podcast a SoundCloud titulat “Guys We F****d, The Anti-slut shaming podcast” (en català "Nois que ens hem f****t, el podcast anti-slut shaming"). Cada episodi d'aquest podcast té més de 20.000 oients. Inicialment, iTunes no tenia el podcast disponible i "...no comentava si l'espectacle estava subjecte a una prohibició oficial", però des de llavors la plataforma l'ha habilitat. El podcast naix per a desestigmatitzar el parlar de sexe, de manera que l'slut-shaming esdevingui un problema cada cop menor. Hutchinson explica a una entrevista amb el Huffington Post: "Volem fer que la gent se senti més còmoda en la seva pròpia pell. Rebrem un missatge d'una noia de Nova Delhi, sobre com li agradava el podcast perquè la feia sentir que estava bé estar còmoda amb la seva sexualitat i poder gaudir del sexe. I això em va fer molt feliç.”

## Activisme
L'activisme contra l'slut-shaming té lloc a tot el món. Les participants han cobert els seus cossos amb missatges escrits com "no em digueu com m'he de vestir" i "no sóc una puta, però m'agrada tenir sexe consentit" i han marxat sota pancartes gegants en les quals es podia llegir la paraula "puta". L'activisme ha ocorregut a Vancouver, Nova York, Rio, Jerusalem, Hong Kong i d'altres.
L'any 2008, centenars de dones sud-africanes van protestar, vestint minifaldilles i samarretes en les quals posava: "Dones emprenyades", contra la parada de taxis local. El motiu era l'agressió que un taxista i múltiples venedors ambulants perpetraren contra una jove per vestir una minifaldilla curta, penetrant-la amb els dits i dient-li "puta" repetidament. Les manifestants volien deixar clar el seu missatge: demanaven que els homes deixessin d'assetjar a les dones, per més curtes que fossin les seves faldilles i deixaven clar que, per molt curta que sigui, mai no és una invitació.
Després de la violació grupal d'una noia de 16 anys a Steubenville, Ohio, l'agost de 2012, els jugadors de futbol difongueren vídeos de l'agressió entre els altres companys de classe, alguns dels quals els publicaren després a Twitter i Instagram. Les fotos i vídeos foren retirats més tard per les autoritats, però això no evità que la gent l'associés a hashtags com "estatus de puta" o bé "no sento cap simpatia cap a les putes" en els seus tuits. Membres del col·lectiu Anonymous informaren a les autoritats dels noms dels violadors i companys que havien difós les imatges. Recorregueren als carrers i a Internet demanant ajuda a la comunitat perquè es fes justícia amb la noia violada.
Els membres de la companyia The Arts Effect All-Girl desenvoluparen l'obra de teatre Slut: The Play, en què aborden els efectes perjudicials de la cultura de l'slut-shaming. Les seves creadores destaquen que la seva obra "és una crida a l'acció, un recordatori" que l'slut-shaming té lloc cada dia, a tot arreu. Slut s'inspira en experiències reals de noies entre 14 i 17 anys de Nova York, Nova Jersey, Connecticut, i Pennsilvània. L'obra s'estrenà l'any 2013 al New York Fringe Festival.
En la seva declaració sobre la producció, i sobre l'slut-shaming en general, l'autora de l'obra Slut! Growing Up Female with a Bad Reputation, Leora Tanenbaum escriu: "Una adolescent d'avui es troba atrapada en una situació impossible. Ha de projectar una imatge sexy i abraçar, fins a cert punt, una identitat de 'puteta'. En cas contrari, es corre el risc de ser objecte de burla considerada irrellevant. Però si els seus companys decideixen que ha creuat una frontera invisible, constantment canviant i que s'ha tornat massa 'puteta', perd tota credibilitat. Fins i tot si fos coaccionada per tenir relacions sexuals, la seva identitat i la seva reputació li serien arrabassades. De fet, se l'ha privat del poder d'explicar la seva pròpia història. 'The Arts Effect's SLUT', escrit per Katie Cappiello, representa de manera viva aquesta circumstància irracional, nociva i terrible ... Aquesta obra és la representació més poderosa i autèntica del doble estàndard sexual que he vist mai".
Després d'experimentar de primera mà l'slut-shaming, Olivia Melville, Paloma Brierly Newton i aproximadament una dotzena més de dones australianes van fundar l'organització Sexual Violence Won't Be Silenced (la violència sexual no serà silenciada), el 25 d'agost de 2015, amb la intenció de fomentar la consciència sobre el ciber-bulling i la violència sexual en línia. Les fundadores també llançaren una petició al govern australià, demanant un millor entrenament i formació dels agents de policia sobre la prevenció i el càstig de l'assetjament violent a les xarxes socials.

## Exemples coneguts
- El predicador islamista Abdul·là Badr va ser condemnat a un any de presó per haver tractat de prostituta l'actriu Ilham Chahine.[52]
- Shakira va ser qualificada de prostituta per Khaled Al-Gindi.[53]
- Park Geun-hye, la presidenta de Corea del Sud va ser taxada de prostituta per Kim Jong-un, el president de Corea del Nord.[54]
- Perez Hilton va taxar de prostituta la filla menor d'edat de Demi Moore per la seva manera de vestir-se.[55]
- Jorge Rial va ser denunciat per haver taxat de prostituta Marianela Mirra en el seu programa de televisió.[56]
- La primera dama francesa Carla Bruni va ser tractada de prostituta per la premsa iraniana després de la seva protesta contra la lapidació d'una dona.[57]
- Mario Brignole, l'intendent peronista de El Colorado a Formosa, Argentina, va taxar de prostituta a la diputada Olga Sbardella per haver-lo denunciat per corrupció.[58]
- El peruà José Terry va taxar de prostituta la seva exxicota Shirley Arica després que el deixés.[59]
- El diputat de La Cámpora, Andrés Larroque, va tractar de «atorranta» (sinònim de prostituta) la diputada del PRO, Laura Alonso, durant una discussió en una sessió parlamentaria.[60][61]
- Militants de La Cámpora van taxar de «controla» (sinònim de prostituta) la diputada Victòria Donda per la seva vestimenta quan ella jurava el càrrec.[62]
- El diputat peronista Jorge Montoya va taxar de «atorranta» (sinònim de prostituta) la diputada Patricia Bullrich quan ella el va acusar de frau en les eleccions.[63]
- Dimitri Rogozin va tractar de prostituta Madonna per haver demanat l'alliberament de les integrants del grup punk Pussy Riot, condemnades a 7 anys de presó.[64]

## Contra homes gais i bisexuals

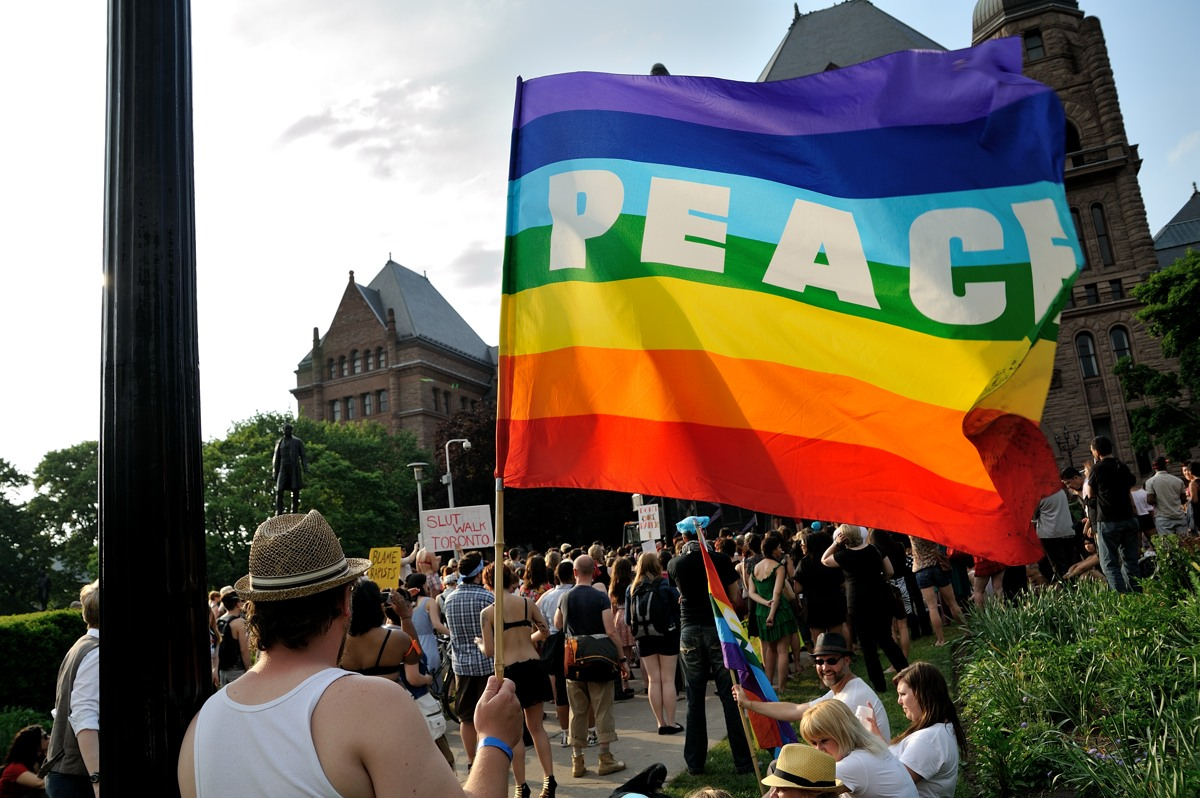
Participant de l'Slutwalk portant la bandera del col·lectiu LGTBI (Toronto, 2012)

Els homes gais i bisexuals són també víctimes de l'slut-shaming a causa de la seva activitat sexual. Segons alguns estudis, els estudiants LGTBI presentaven un major grau d'assetjament i insults de "puta" que no pas els heterosexuals. Els investigadors parlaven de com aquestes experiències negatives de victimització per part dels companys, amics i estranys pot generar "mal físic, vergonya social i pèrdua d'amistats".
La crítica de l'activitat sexual dels homes no heterosexuals es pot dir tant en un context humorístic com en un de seriós. Els judicis de valor es donen quan s'emfatitzen les conductes de risc del col·lectiu gai o bé la seva promiscuïtat, atribuint-ho a un comportament brut i censurat de la mateixa manera que el de les dones que són titllades de prostitutes. Moltes agressions d'slut-shaming ocorren quan homes no heterosexuals són en llocs públics, com el carrer. L'assetjament en aquests casos inclouen xiulades, comentaris no desitjats i insults.
Per altra banda, en altres contextes i relacions, el concepte pot no tenir les connotacions pejoratives que en el cas de les dones.